# HD 210277
HD 210277 är en ensam stjärna belägen i den mellersta delen av stjärnbilden Vattumannen. Den har en skenbar magnitud av ca 6,54 och kräver åtminstone en handkikare för att kunna observeras. Baserat på parallax enligt Gaia Data Release 2 på ca 46,9 mas, beräknas den befinna sig på ett avstånd på ca 70 ljusår (ca 21 parsek) från solen. Den rör sig närmare solen med en heliocentrisk radialhastighet på ca -21 km/s.

## Egenskaper
HD 210277 är en gul till vit stjärna i huvudserien av spektralklass G8V med lägre kromosfärisk aktvitet än solen. En tidigare klassificering var G0, och några källor använder fortfarande detta värde. Den har en massa som är ungefär lika med en solmassor, en radie som är ca 1,1 solradier och har ungefär samma som solens utstrålning av energi från dess fotosfär vid en effektiv temperatur av ca 5 700 K.

## Planetsystem
År 1999 meddelades att en stoftskiva som kretsar kring HD 210277 hade avbildats. Den liknar den som produceras av Kuiperbältet och ligger mellan 30 och 62 AE från stjärnan. Observationer med Spitzer Space Telescope kunde dock inte registrera något överskott av infraröd strålning vid våglängder på 70 mikrometer eller 24 mikrometer.  Efterföljande mätningar vid Herschel Space Observatory upptäckte ett överskott vid 100 och 160 micrometer. En modell som passar till emissionen matchar en skiva som kretsar vid 160 AE med en medeltemperatur på 22 K. Disksignalen är ganska stark, med S/N lika med 6,6.
Den enda kända exoplaneten, HD 210277 b, upptäcktes med hjälp av 34 radiella hastighetsmätningar utförda från 1996 till 1998 vid W.M. Keck Observatory. Den har en minsta massa som är större än Jupiters och kretsar kring stjärnan med en omloppsperiod av 442 dygn. Den höga excentriciteten i exoplanetens omloppsbana innebär att det är osannolikt att det finns en annan planet som kretsar runt stjärnan vid en trojansk punkt.
| Planet | Massa           | Halv storaxel (AE) | Siderisk omloppstid (d) | Excentricitet | Inklination | Radie |
| ------ | --------------- | ------------------ | ----------------------- | ------------- | ----------- | ----- |
| b      | ≥1,29 ± 0,11 MJ | 1,138 ± 0,066      | 442,19 ± 0,50           | 0,476 ± 0,017 | -           | -     |